# Bauernstein Schleberoda

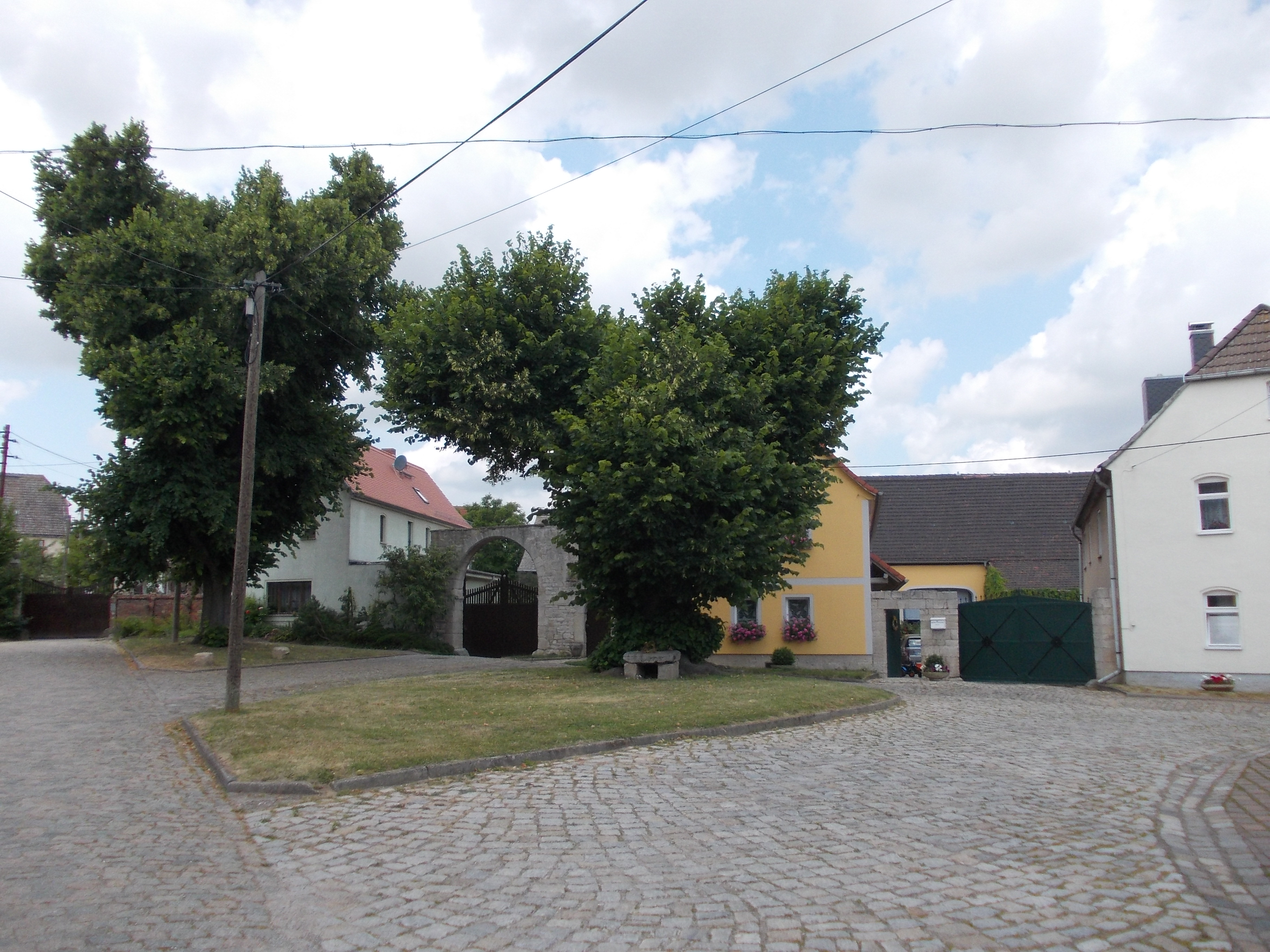
Bauernstein auf einer Freifläche in Schleberoda

Der Bauernstein Schleberoda ist ein denkmalgeschützter Bauernstein im Ortsteil Schleberoda der Stadt Freyburg in Sachsen-Anhalt. Im örtlichen Denkmalverzeichnis ist er unter der Erfassungsnummer 094 30136 als Kleindenkmal verzeichnet.

## Allgemeines
Der Bauernstein von Schleberofa befindet sich auf einer Freifläche unter einer rund 300 Jahre alten Linde auf dem Dorfplatz des Ortes. Die etwa 400 Kilogramm schwere, rechteckige Steinplatte ruht auf zwei bearbeiteten Steinblöcken. Dadurch wirkt die Platte eher wie eine steinerne Bank. Sie besteht aus Kalkstein und hat in der Mitte eine kreisrunde Vertiefung. Man nimmt an, dass bei Gerichtstagen für jedes Haus in diese Vertiefung der Dingpfennig (5 Pfennige) eingeworfen wurde. Dieses Geld bekamen die Schöppen und der Fronbote.